# Sentier Mohawk
Le sentier Mohawk fut une piste amérindienne qui, via l'ancien sentier Connecticut reliait les tribus atlantiques avec les tribus de l'État de New York et au-delà. Il suivait les rivières Millers et Deerfield et traversait les monts Hoosac, dans la région qui est maintenant le nord-ouest du Massachusetts, avant d'atteindre le fleuve Hudson près de la ville actuelle d'Albany. À cet endroit, le sentier continuait vers l'ouest ou un poste de traite, le Fort Schuyler (aujourd'hui Utica) fut construit en 1722. Le sentier continuait jusqu'à Oswego sur la rive sud du lac Ontario.

## Tracé actuel
Aujourd'hui, le sentier des Mohawks fait partie des routes 2 et 2A. La route suit une grande partie la piste indienne originale, d'Athol à Williamstown, pour environ 111 km et passe à travers les communautés d'Orange, Erving, Gill, Greenfield, Shelburne, Buckland, Charlemont, Florida et North Adams. Les monts Berkshire sont clairement visibles de plusieurs points. L'actuelle route de la Mohawk Trail est considéré comme un des plus beaux trajets dans le Massachusetts. Il existe de nombreux points d'intérêt le long de la route, y compris de nombreux points de vue panoramiques, attractions touristiques et boutiques de cadeaux. Un monument distinctif particulier est la statue soleil levant (The Sunrise Statue) au parc Mohawk, qui constitue un hommage au patrimoine amérindien. Une partie du sentier longe la rivière Deerfield sur plusieurs kilomètres et traverse le village de Shelburne Falls et le Pont des Fleurs (Bridge of Flowers) sur la rivière Deerfield. Via le pont historique de King French Bridge à une hauteur de 43 mètres, la route traverse le fleuve Connecticut. La route atteint une altitude de 693 mètres près du sommet du mont Whitcomb. Du côté ouest du sommet, il y a le virage en épingle à cheveux et le belvédère, surplombant la ville de North Adams et les montagnes Taconic.

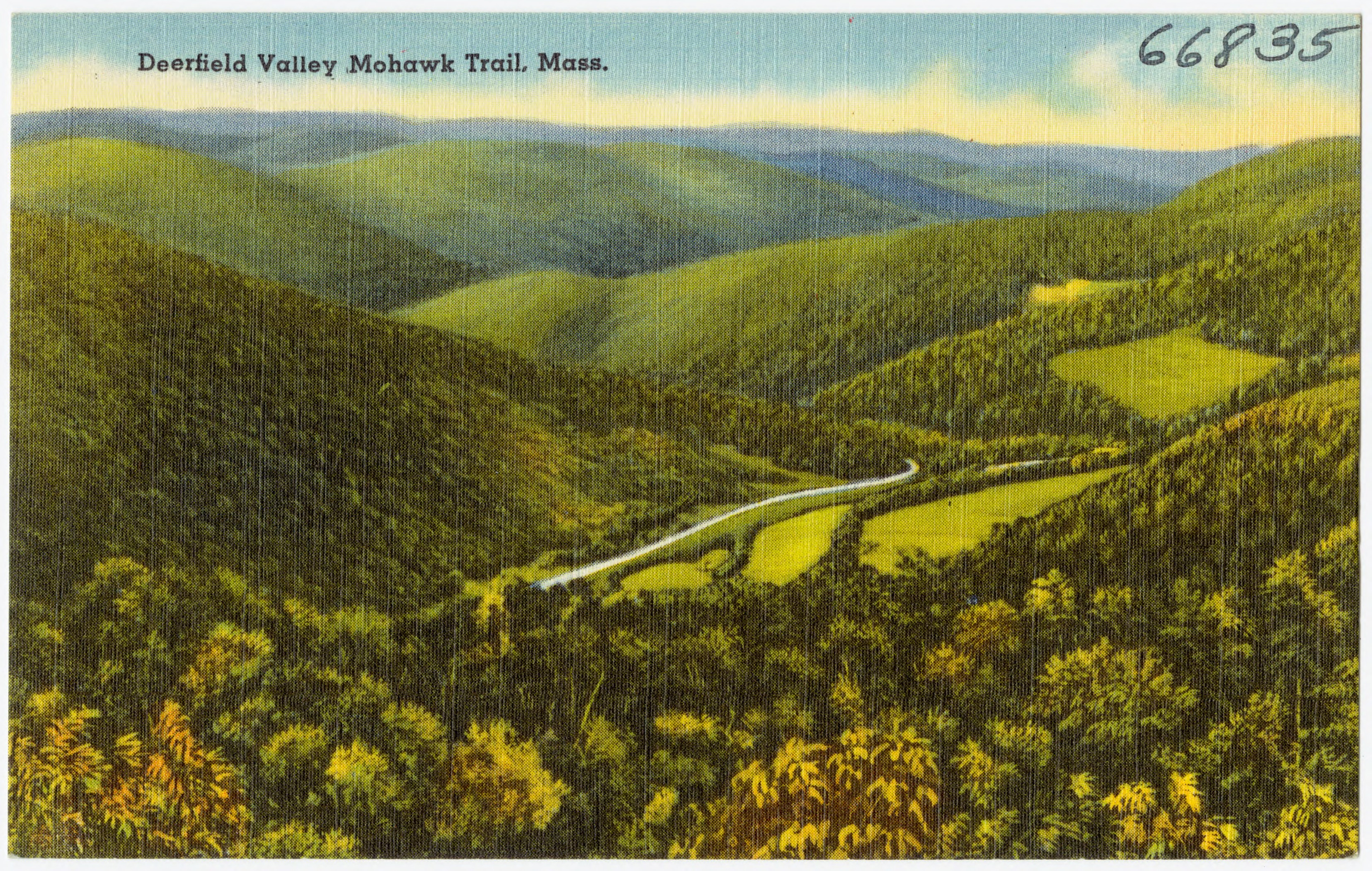
Vallée de la Deerfield, sentier Mohawk, Massachusetts.
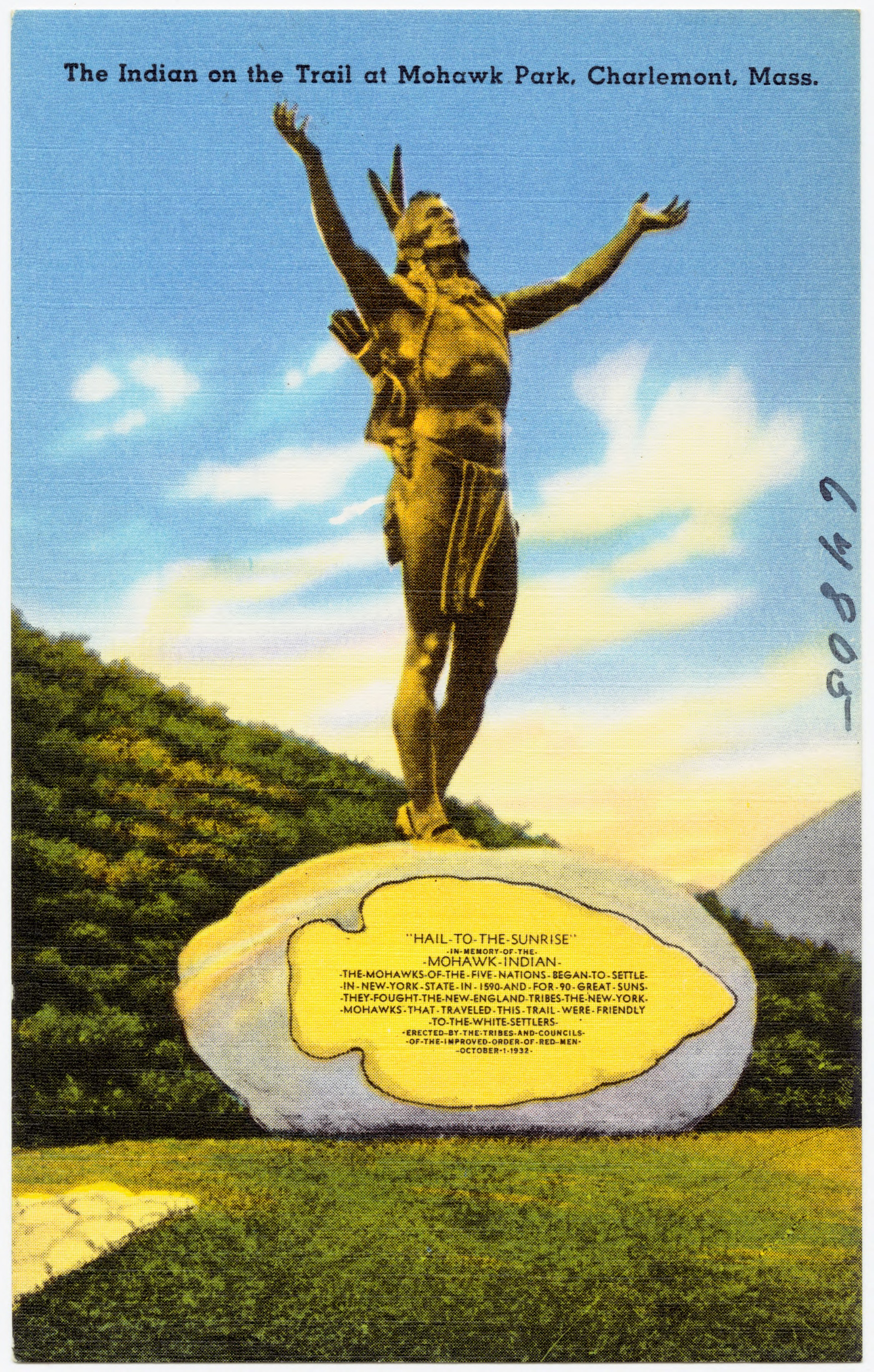
Statue Hommage au soleil levant, au Mohawk Park, Charlemont, Mass. (64805)